# Louis Bobozo
Louis Bobozo, né en 1915 dans le district de Mongala et mort en juillet 1982, est un officier militaire congolais. Il a été commandant en chef de l'armée nationale congolaise entre 1965 à 1972,.

## Biographie
Louis Bobozo, naît en 1915 à l'Équateur dans le district de Mongala au Congo belge. Il s'engage volontairement dans la Force publique le 25 juin 1933. Il est promu au grade de sergent le 1er avril 1940. En 1941, il est envoyé en Éthiopie pour participer à la campagne de l'Afrique de l'Est de la Seconde Guerre mondiale, commandant un peloton de mitrailleuses pendant le siège de Saïo. 
De 1953 à 1954, il sert comme instructeur d'exercices, notamment pour le jeune Joseph-Désiré Mobutu à Luluabourg (actuelle Kananga) et deviendra par la suite le mentor de celui-ci. Il est l'un des rares soldats congolais de toute l'armée à atteindre le grade d'adjudant avant l'indépendance en 1960.
Après l'indépendance, la Force publique se mutine pour protester contre les mauvaises conditions de travail. Des officiers africains sont nommés pour remplacer le personnel européen afin de remédier au problème, et Mobutu est nommé chef d'état-major de la force, rebaptisée armée nationale congolaise (ANC). En raison du bouleversement du corps des officiers et de ses liens familiaux avec Mobutu, Bobozo est directement promu colonel et chargé de la garnison du camp Hardy à Thysville. Il assure brièvement l'intérim du commandement de l'armée en octobre. 
En 1963, il est chargé d'une nouvelle unité, le quatrième groupement du Sud-Katanga. Le 30 mai 1964, il dirige une petite force gouvernementale pour reprendre la ville d'Albertville aux rebelles Simba. En juillet 1964, il est promu au grade de général de division.
En novembre 1965 après le coup d'État de Mobutu, Louis Bobozo est nommé chef d'état-major général de l'armée nationale congolaise (ANC). Le 13 novembre 1970, il a subi un grave accident vasculaire cérébral et a dû abandonner ses fonctions à un général par intérim. Il a officiellement pris sa retraite en tant que commandant en chef en 1972. Il est décédé en juillet 1982.